# Wavetable-Synthese
Die Wavetable-Synthese (englisch Wavetable = Wellentabelle) ist eine Methode der Klangsynthese und wird beispielsweise in Synthesizern und Soundkarten eingesetzt. Das Verfahren wurde in der ursprünglichen Bedeutung Ende der 1970er Jahre von Wolfgang Palm eingeführt und stellt eine spezielle Form des Abspielens von Audiosamples dar. Charakteristisches Merkmal der Wavetable-Synthese ist der digitale Wellenformgenerator. Im Laufe der Zeit wurde der Begriff für unterschiedliche Arten der sample-basierten Klangsynthese verwendet.

## Funktion

### Einfache Wellensynthese
Zunächst wird von dem Klang, der später erzeugt werden soll, ein Ausschnitt als sogenannte Wellenform aufgezeichnet, zum Beispiel der Verlauf der durch ein Mikrofon elektrisch erfassten Schwingung eines einzelnen Tones einer bestimmten Tonhöhe, dem Referenzton. Meistens ist es das eingestrichene C (c').
Diese Wellenform oder ein Teil davon kann dann einfach mit der ursprünglichen Tonhöhe abgespielt und durch einen Lautsprecher wiedergegeben werden. Die Abspielgeschwindigkeit wird dann passend verändert, so dass andere Töne der Tonleiter erzeugt werden können.
Um auch die Länge des wiederzugebenden Tones variieren zu können, wird die gemessene Wellenform meistens in vier Bereiche aufgeteilt (siehe auch ADSR):
1. dem Einschwingteil (Attack, Anstieg): hier baut sich der Klang erst auf und man hört beispielsweise das Luftgeräusch beim Anblasen einer Querflöte oder das Ansetzen des Bogens bei einer Violine
2. einem Übergangsteil (Decay, Abfall), in dem sich der Einschwingteil dem Dauerton annähert
3. dem Dauerton (Sustain, Halten), also dem Teil, der so lange erklingt und wiederholt wird, bis der Ton verstummen soll und schließlich
4. dem Ausschwingteil (Release, Freigeben), bei dem der abgebrochene Ton noch etwas nachklingt.

Durch Adressierung eines bestimmten Bereiches der aufgezeichneten Welle wird dann nur jeweils der passende Teil abgespielt und ggf. wiederholt. Die Qualität des resultierenden Klanges ist dabei wesentlich vom Geschick der Sounddesigner abhängig, die den aufgezeichneten Ton in diese Abschnitte unterteilen.

### Polyphone Klangsynthese
Bei der einfachen polyphonen Synthese werden Wellenformen unterschiedlicher Klangfarben im Wellenformspeicher des Klangerzeugers tabellenartig strukturiert und abgelegt. Soll nun ein polyphones Musikstück abgespielt werden, in dem verschiedene Musikinstrumente gleichzeitig vorkommen, wird je nach gewünschter Klangfarbe der Wellenformspeicher ausgelesen und der Klang der gewünschten Tonhöhe entsprechend beschleunigt oder verlangsamt wiedergegeben. Oftmals werden von einem Instrument mehrere Samples unterschiedlicher Tonhöhen abgelegt, um die Artefakte zu mindern, welche sich durch große Unterschiede zwischen Abspiel- und Aufnahmefrequenz ergeben.
Es existieren damit mehrere Wellenformabschnitte zur Erzeugung ein und desselben Instrumentes, die ungemischt und exklusiv abgespielt werden. Der Speicher enthält für jede zu erzeugende Stimme eine oder mehrere solcher Wellenformen.

### Klassische Wave-Table-Synthese
Eine Sonderform der wavetable-Synthese ist die von Wolfgang Palm verwendete Technik, für jede der zu erzeugenden Stimmen während der laufenden Klangerzeugung dynamisch zwischen mehreren vorbereiteten Waveformen zu wechseln bzw. überzublenden. Hierzu werden in einer Tabelle mehrere Wellenformen hinterlegt, die sich je nach Auswahl mehr oder weniger stark klanglich unterscheiden. Wird nun die Klangerzeugung gestartet, wird mit einer Wellenform begonnen und – gesteuert von einem LFO bzw. einem Hüllkurvengenerator – auf andere Wellenformen kontinuierlich übergeblendet. Bei Einsatz eines LFO wird bspw. zwischen Wellenformen hin- und hergependelt. Durch das Durchfahren des Wellenfeldes können nahezu beliebige Klangmanipulationen erfolgen, je nachdem, welche Oberwellen in den hinterlegten Wellenformen enthalten sind, wie viele verwendet werden und wie fein diese aufgelöst sind. Der bekannte Wavecomputer 360 von PPG hatte 64 Wellenformen je Stimme.

## Vor- und Nachteile
Gegenüber anderen Klangsyntheseverfahren (Subtraktive Synthese, Additive Synthese, Frequenzmodulation bzw. FM-Synthese, Physical Modelling, Granularsynthese, HCM-Synthese) bestehen signifikante Unterschiede. Das Wiedergabeverfahren ist technisch sehr leicht zu realisieren und daher auch bei preiswerten Synthesizern oder Soundkarten weit verbreitet. Es setzt lediglich eine Steuerung, Speicher und einen Digital-Analog-Wandler voraus. Die Wavetable-Synthese hat ähnliche Anforderungen an die Datenspeicherung wie die additive Synthese, erfordert aber viel weniger Echtzeitberechnungen. Durch geeignete Methoden lassen sich zu erzeugende Wellenformen analysieren und die zu speichernden Daten weiter reduzieren. Neben der Möglichkeit nur 2 Wellen zu mischen, besteht auch die Option, mehrere Wellenformen mittels Hüllkurven zu überblenden.
Dadurch, dass oft nur ein einzelner Ton aufgezeichnet wird und unterschiedliche Tonhöhen durch beschleunigtes oder verlangsamtes Abspielen dieser Aufzeichnung erreicht werden, klingt der Ton bei größer werdendem Intervall vom Referenzton immer unnatürlicher, da sich bei echten Instrumenten mit der Tonhöhe auch leicht die Klangfarbe verändert und dies nicht abgebildet wird. Um dieses Problem zu beheben, kann das Spektrum durch Mischen mehrerer Wellen angepasst werden. Zudem werden bei qualitativ höherwertigen Synthesizern, Stagepianos und elektrischen Kirchenorgeln, mehrere Referenztöne verwendet, die auf das gesamte Tonhöhenspektrum verteilt sind. Es wird dann beim Abspielen nicht immer derselbe Referenzton moduliert, sondern der Referenzton, der der zu spielenden Tonhöhe am nächsten liegt. Teilweise wird jede Tonhöhe des wiederzugebenden Instruments einzeln aufgezeichnet und als Wellenform gespeichert, was bereits mit einem Sampler vergleichbar ist.
Mit Hilfe der Wavetable-Synthese lassen sich innerhalb des Instruments bei der Nachbildung realer Instrumente bereits akzeptable Ergebnisse erzielen. Die Verwendung vorbereiteter Wellen und einer Anzahl geeigneter Zwischenversionen ermöglicht zudem das exzessive Manipulieren der Wellenform und damit das Erzeugen abstrakter Klänge, die mit klassischer Filtertechnik nicht erzielbar wären und dies ohne wesentlichen Rechenleistungsbedarf. In modernen Systemen mit ausreichender Rechenleistung werden Wellen in ähnlicher Weise verwendet, allerdings meistens mittels komplexer Übertragungsfunktionen in Echtzeit modifiziert und ferner auch Wellen aus unterschiedlichen Quellen gleichzeitig überblendet.